# Fenerbahçe SK
Fenerbahçe Spor Kulübü (sv: Fenerbahçe sportklubb), ofta bara Fenerbahçe, är en turkisk idrottsklubb från Istanbul. Fenerbahces herrfotbollslag deltar regelbundet på hög nivå i de europeiska cuperna. Fenerbahçe deltar även i en rad andra sporter, bland annat basket (se Fenerbahçe Ülker) och volleyboll där klubben tillhör europatoppen i bägge sporterna. Till skillnad från sina främsta lokalrivaler, Galatasaray och Beşiktaş, har Fenerbahçe sitt hem i den anatoliska (asiatiska) delen av Istanbul. Klubben bildades 1907 och gör anspråk på att vara Turkiets tredje äldsta klubb efter just Galatasaray och Besiktas.

## Historia
Fenerbahçe grundades formellt 1907 i Moda, ett av områdena i stadsdelen Kadıköy i den asiatiska delen av Istanbul vid inloppet till Bosporen från Marmarasjön. Klubben fick under sina första år leva undanskymd eftersom de konservativa lagarna under Sultan Abdul Hamids sista år vid makten förbjöd organiserat fotbollsspel. Namnet Fenerbahçe (fyrgård på turkiska) är ett smeknamn på stadsdelen Kadıköy. I vattnet utanför finns en berömd fyr. 1909 fick laget sina berömda gula och marinblå färger.

## Klubbemblemet
Klubbemblemet, som designades 1910, består av totalt fem färger; rött, gult, marinblått, vitt och grönt. De här färgerna representerar den turkiska flaggan och kärleken, beundran och hängivenheten mot klubben, framgång, ädelhet och slutligen vitt som symboliserar medkänsla och renhet.

## Ekonomi
Den ekonomiska utvecklingen har varit stark under ledning av Aziz Yıldrım som sedan 1998 har varit klubbens president. Klubben har efter mönster av europeiska storklubbar som Manchester United varit en föregångsklubb i Turkiet när det gäller att utveckla en kommersiell verksamhet runt klubbens varumärke. Fenerbahçe var först i Turkiet med egen tv-kanal, radiokanal, museum och en ambitiös internetsatsning. Klubben spelar på Fenerbahçe Şükrü Saracoğlu Stadyumu, som är det enda av UEFA topprankade stadion i Turkiet. UEFA-cupfinalen 2009 har spelats där, den första finalen någonsin i Asien. En annan viktig del av den kommersiella satsningen är Fenerium, en butikskedja som säljer supporterprylar. Fenerbahçes totala budget överstiger 130 miljoner dollar.

## Sporter

### Fotboll
Fenerbahçe är Turkiets näst mest segerrika fotbollslag efter ärkerivalen Galatasaray SK. Ända sedan starten i början av förra seklet har klubben tillhört det turkiska toppskiktet. Det finns en stark rivalitet mellan Fenerbahçe och Turkiets två övriga toppklubbar, Beşıktaş och Galatasaray. Mötena mellan dem och Fenerbahçe är de hetaste matcherna på säsongerna. De ekonomiska framgångarna har gjort det möjligt för klubben att värva toppspelare som Roberto Carlos och Alexsandro de Souza.

#### En av de tre stora
Turkisk fotboll domineras av de så kallade tre stora lagen (Üç Büyükler på turkiska): Fenerbahçe, Galatasaray SK och Beşiktaş. Turkiet fick en nationell liga först 1959. Sedan dess har bara fyra lag lyckats vinna ligan. Förutom de tre stora har även Trabzonspor och Bursaspor vunnit ligan. Fenerbahçe har 19 segrar, Galatasaray SK  19, Beşiktas 13, Trabzonspor 6 segrar och Bursaspor har en seger. Noterbart är att Trabzonspor inte har vunnit sedan säsongen 1983/1984.
Fenerbahçe vann det första Istanbulmästerskapet utan förlust 1911–1912 efter att ha slagit Galatasaray i den avgörande matchen. Segern var den första av klubbens 84 vunna officiella cuper fram tills idag. Inklusive de inofficiella cuperna är det 126 vunna cuper. Fenerbahçe har också plusstatistik mot Galatasaray och Beşıktas.

#### Internationella meriter
Fenerbahçe var det första turkiska lag att nå kvartsfinal i en europeisk cup, i Cupvinnarcupen 1963/64. Fenerbahçe var också det första turkiska laget i UEFA-cupen och tog Turkiets första seger i cupen. I Champions league har laget som bäst nått kvartsfinal. Säsongen 1996/1997 blev man det första laget på 40 år att besegra Manchester United på deras hemmaplan i det europeiska cupspelet.

### Basket
För herrlaget se:
För damlaget se: 
Fenerbahçe har en lång tradition inom basket som är klubbens näst största sektion. Steget till den absoluta europatoppen kom dock först 2006 för både dam- och herrlaget. Det året slogs herrlaget ihop med Ülkerspor och fick namnet Fenerbahce Ülker. Samma år inledde damlaget ett framgångsrikt sponsoravtal med Aras Cargo vilket gav ökande ekonomiska resurser.

### Volleyboll
Fenerbahçe har framgångsrika lag på både dam- och herrsidan. Damlaget vann CEV Champions League 2011/2012 och klubbvärldsmästerskapet 2010. Laget har blivit turkiska mästare 5 gånger med mästerskapets nuvarande utformning (från 1984) och 8 gånger i dess äldre skepnad (till 1983). Herrlaget har blivit turkiska mästare 5 gånger.

### Övriga sektioner
Fenerbahçe har också framgångsrika friidrotts-, boxnings- och roddsektioner. Klubbens boxare Atagün Yalçınkaya vann i de olympiska sommarspelen i Peking 2008 ett överraskande silver i bantamvikt.